# Чемпионат КОСАФА по пляжному футболу
Чемпионат КОСАФА по пляжному футболу (англ. COSAFA Beach Soccer Championship) — турнир по пляжному футболу для мужских команд, который проводится организацией КОСАФА, куда входят страны Южной Африки.
Первый розыгрыш турнира состоялся в 2015 году на Сейшельских Островах с участием шести команд. Победителем стала сборная Мадагаскара, обыгравшая в финале Малави (9:4). Следующий раз турнир был сыгран в 2021 году, после того как КОСАФА заключило соглашение с южноафриканскими властями о проведении трёх турниров. На соревнования 2021 года не смог явиться Мадагаскар из-за ограничения воздушных перелётов во время пандемии COVID-19. Победителем турнира в итоге стал Мозамбик, одолевший в финале танзанийцев (3:1). На третьем розыгрыше сильнейшими стали сенегальцы, которые обыграли в решающем матче Египет (5:3).
В 2023 году представители КОСАФА обратились к руководству Футбольной ассоциации Малави с предложением провести турнир 2023 года у себя, однако в итоге он не состоялся.
На турнир 2024 года, который прошёл с 17 по 23 марта, впервые была приглашена неафриканская команда — Саудовская Аравия. Победителем турнира стало Марокко, обыгравшее в решающем матче Мозамбик.

## Результаты
| Год  | Место проведения    | Уч. | Призёры    | Призёры   | Призёры          | Призёры           |
| Год  | Место проведения    | Уч. | Победитель | 2-е место | 3-е место        | 4-е место         |
| ---- | ------------------- | --- | ---------- | --------- | ---------------- | ----------------- |
| 2015 | Рош-Кайман, Сейшелы | 6   | Мадагаскар | Малави    | Аль-Ахли (Дубай) | Маврикий          |
| 2021 | Дурбан, ЮАР         | 6   | Мозамбик   | Танзания  | —                | —                 |
| 2022 | Дурбан, ЮАР         | 8   | Сенегал    | Египет    | Уганда           | Мозамбик          |
| 2024 | Дурбан, ЮАР         | 8   | Марокко    | Мозамбик  | Малави           | Саудовская Аравия |

## Медальный зачёт
| № | Команда    | Золото | Серебро | Бронза | Всего |
| - | ---------- | ------ | ------- | ------ | ----- |
| 1 | Мозамбик   | 1      | 1       | 0      | 2     |
| 2 | Мадагаскар | 1      | 0       | 0      | 1     |
| 2 | Сенегал    | 1      | 0       | 0      | 1     |
| 2 | Марокко    | 1      | 0       | 0      | 1     |
| 3 | Малави     | 0      | 1       | 1      | 2     |
| 4 | Танзания   | 0      | 1       | 0      | 1     |
| 4 | Египет     | 0      | 1       | 0      | 1     |
| 4 | Аль-Ахли   | 0      | 0       | 1      | 1     |
| 4 | Уганда     | 0      | 0       | 1      | 1     |

## Индивидуальные награды
| Год  | Лучший игрок               | Лучший бомбардир                                | Лучший вратарь             | Тренер-победитель |
| ---- | -------------------------- | ----------------------------------------------- | -------------------------- | ----------------- |
| 2015 |                            |                                                 |                            | Клод Баррабе      |
| 2021 | Нельсон Мануэль (Мозамбик) | Нельсон Мануэль (Мозамбик)                      | Мануэль Доминго (Мозамбик) | Абинейро Уссака   |
| 2022 | Нельсон Мануэль (Мозамбик) | Нельсон Мануэль (Мозамбик)                      | Сейни Ндиайе (Сенегал)     | Мамаду Диалло     |
| 2024 | Антонио Намапе (Мозамбик)  | Антонио Намапе (Мозамбик) Иссак Каджам (Малави) | Ясир Абада (Марокко)       | Умара Силлу       |